# Sidi Djillali
Sidi Djillali là một đô thị thuộc tỉnh Tlemcen, Algérie. Dân số thời điểm năm 2002 là 5.229 người.